# Hodges Stadium
Le Hodges Stadium est un stade multifonction de l'université du Nord de la Floride, à Jacksonville, en Floride.